# Principiul Cantor-Dedekind
Principiul Cantor-Dedekind pune în evidență o proprietate importantă de ordonare a numerelor reale, fiind la baza multor teoreme fundamentale ale analizei matematice.
Mai este denumit și principiul de localizare al lui Cantor.
Este asociat cu numele matematicienilor Georg Cantor și Richard Dedekind.

## Enunț
Pentru orice familie numărabilă de intervale închise {\displaystyle I_{n}=[a_{n},b_{n}]\!} cu {\displaystyle I_{n+1}\subset I_{n}\!}  avem că {\displaystyle \bigcap _{n\in \mathbb {N} }I_{n}\neq \varnothing .\!}

## Demonstrație
Din {\displaystyle I_{n+1}\subset I_{n}\!} se deduc inegalitățile:
{\displaystyle a_{1}<a_{2}<\ldots <a_{n}<\ldots <b_{m}<\ldots <b_{2}<b_{1},\!}
deoarece în caz contrar, adică dacă ar exista {\displaystyle n_{0},m_{0}\!} numere naturale cu {\displaystyle b_{m0}<a_{n0}\!} atunci luând {\displaystyle k=\max\{n_{0},m_{0}\}\!} s-ar obține {\displaystyle b_{m0}<a_{n0}<a_{k}<b_{k}\!} absurd pentru {\displaystyle m_{0}<k.\!}
Mulțimea {\displaystyle A=\{a_{n},\;n\in \mathbb {N} \}\!}este majorată superior deci există {\displaystyle \alpha =\sup A.\!}
Avem că {\displaystyle \alpha <b_{m},\;\forall m\in \mathbb {N} .\!}
Într-adevăr, în caz contrar ar exista un {\displaystyle m_{0}\in \mathbb {N} \!} cu {\displaystyle b_{m0}<\alpha \!} și în consecință există și un {\displaystyle a_{n1}\!} cu {\displaystyle b_{m0}<a_{n1}<\alpha \!} ceea ce contravine faptului că cele două familii de numere reale sunt disjuncte.
Mulțimea {\displaystyle B=\{b_{m},\;m\in \mathbb {N} \}\!} este minorată inferior deci există {\displaystyle \beta =\inf B.\!}
Urmând același raționament rezultă că {\displaystyle a_{n}<\beta ,\;\forall n\in \mathbb {N} .\!}
Se arată prin reducere la absurd că {\displaystyle \alpha <\beta .\!}
Dacă {\displaystyle \beta \leq \alpha \!} atunci există {\displaystyle a_{n}\!} cu {\displaystyle \beta <a_{n}<\alpha \!} și având în vedere prima inegalitate rezultă că există un {\displaystyle b_{m}\!} cu {\displaystyle \beta <b_{m}<a_{n}\!} fapt care conduce tot la o contradicție.
Așadar {\displaystyle \alpha \!} și {\displaystyle \beta \!} sunt două numere reale cu proprietatea că {\displaystyle a_{n}<\alpha <\beta <b_{n}\!} pentru orice {\displaystyle n\in \mathbb {N} \!} și în consecință rezultă că intersecția familiei de intervale este nevidă conținând intervalul {\displaystyle [\alpha ,\beta ].\!}

## Consecințe
Teorema poate fi utilizată pentru demonstrarea teoremei Weierstrass-Bolzano.